# Saint-Léonard-d'Aston
Saint-Léonard-d'Aston es un municipio canadiense situado en la provincia de Quebec.

## Superficie
Saint-Léonard-d'Aston tiene una superficie de 82,55 km².

## Demografía
En 2021, tenía 2530 habitantes, una densidad poblacional de 30,6 hab./km², y 1163 viviendas.